# Stamboom Jan I van Polanen
| Stamboom Jan I van Polanen (±1285-1342)                                   | Stamboom Jan I van Polanen (±1285-1342)                             | Stamboom Jan I van Polanen (±1285-1342)                             | Stamboom Jan I van Polanen (±1285-1342)                             | Stamboom Jan I van Polanen (±1285-1342)                             | Stamboom Jan I van Polanen (±1285-1342)                             | Stamboom Jan I van Polanen (±1285-1342)                             |
| ------------------------------------------------------------------------- | ------------------------------------------------------------------- | ------------------------------------------------------------------- | ------------------------------------------------------------------- | ------------------------------------------------------------------- | ------------------------------------------------------------------- | ------------------------------------------------------------------- |
| Grootouders                                                               | Jan Van Duivenvoorde (1201-?) x ?                                   | Jan Van Duivenvoorde (1201-?) x ?                                   | Jan Van Duivenvoorde (1201-?) x ?                                   | ?                                                                   | ?                                                                   | ?                                                                   |
| Ouders                                                                    | Philips III {heer} van Duivenvoorde x Elisabeth {vrouwe} van Vianen | Philips III {heer} van Duivenvoorde x Elisabeth {vrouwe} van Vianen | Philips III {heer} van Duivenvoorde x Elisabeth {vrouwe} van Vianen | Philips III {heer} van Duivenvoorde x Elisabeth {vrouwe} van Vianen | Philips III {heer} van Duivenvoorde x Elisabeth {vrouwe} van Vianen | Philips III {heer} van Duivenvoorde x Elisabeth {vrouwe} van Vianen |
| Jan I van Polanen (±1285-1342) x 1322 Catharina van Brederode (1297-1372) |                                                                     |                                                                     |                                                                     |                                                                     |                                                                     |                                                                     |
| Kinderen                                                                  | Dirk van Polanen x 1366 Elburg van Asperen                          | Gerard van Polanen                                                  | Jan II van Polanen (±1324-1378)                                     | Jan II van Polanen (±1324-1378)                                     | Maria van Polanen x 1346 Gerard van Heemstede                       |                                                                     |
| Kinderen                                                                  | Dirk van Polanen x 1366 Elburg van Asperen                          | Gerard van Polanen                                                  | x 1340 Oda van Horne (1318-1353)                                    | x 1353 Machteld van Brabant (±1324-1366)                            | Maria van Polanen x 1346 Gerard van Heemstede                       |                                                                     |
| Kleinkinderen                                                             | Otto {heer} van Polanen                                             | ?                                                                   | Jan III van Polanen (±1340-1394)                                    | Dirk van der Lecke                                                  | Machteld Gerrits van Heemstede                                      |                                                                     |